# (90830) Beihang
(90830) Beihang est un astéroïde de la ceinture principale.

## Description
(90830) Beihang est un astéroïde de la ceinture principale. Il fut découvert le 25 octobre 1995 à la station de Xinglong par le programme Beijing Schmidt CCD Asteroid Program. Il présente une orbite caractérisée par un demi-grand axe de 2,76 UA, une excentricité de 0,07 et une inclinaison de 5,6° par rapport à l'écliptique.

## Compléments